# 車府二
蝎虎座11（车府二），又名BD+43 4266，HD 214868、SAO 52251、HR 8632，是蝎虎座的一颗恒星，视星等为4.46，位于銀經99.56，銀緯-12.57，其B1900.0坐标为赤經22h 36m 7.6s，赤緯+43° -12.57′ 15″。